# Sex fans des sixties
Pour plus de détails, voir Fiche technique et Distribution.
Sex fans des sixties (The Banger Sisters) est un film américain de Bob Dolman, sorti en 2002.

## Synopsis
Vinnie de son vrai prénom Lavinia vit un quotidien conservateur, épouse d'un avocat et mère de deux adolescentes. Suzette, elle, nostalgique, travaille dans un bar minable comme serveuse. Le jour où Suzette est virée, elle décide de retrouver son ancienne amie Vinnie. Les retrouvailles vont être choquantes.

## Fiche technique
- Titre français : Sex fans des sixties
- Titre original : The Banger Sisters
- Réalisation : Bob Dolman
- Musique : Trevor Rabin
- Photographie : Karl Walter Lindenlaub
- Montage : Aram Nigoghossian
- Production : Elizabeth Cantillon & Mark Johnson
- Sociétés de production : Fox Searchlight Pictures, Gran Via & Elizabeth Cantillon Productions
- Société de distribution : 20th Century Fox
- Pays :  États-Unis
- Langue : Anglais
- Format : Couleur - Dolby Digital - 35 mm - 2.35:1
- Genre : Comédie dramatique
- Durée : 94 min
- Dates de sortie :
  -  France : 8 septembre 2002 (première au Festival du cinéma américain de Deauville)
  -  États-Unis : 20 septembre 2002
  -  Belgique : 29 janvier 2003
  -  France : 29 janvier 2003

## Distribution
- Goldie Hawn (VF : Manoëlle Gaillard) : Suzette
- Susan Sarandon (VF : Béatrice Delfe[1]) : Lavinia 'Vinnie' Kingsley
- Geoffrey Rush (VF : Philippe Catoire) : Harry Plummer
- Erika Christensen (VF : Barbara Tissier) : Hannah Kingsley
- Robin Thomas (VF : Patrick Béthune) : Raymond Kingsley
- Eva Amurri (VF : Edwige Lemoine) : Ginger Kingsley
- Matthew Carey (VF : Christophe Lemoine) : Jules
- Andre Ware : Jake

## Autour du film
- Eva Amurri, qui joue la fille cadette de Susan Sarandon, n'est autre que sa véritable fille dans la vie.